# Villers-Plouich
Pour les articles homonymes, voir Villers.
Villers-Plouich est une commune française située dans le département du Nord, en région Hauts-de-France.

## Géographie
(50° 04′ 43″ N, 3° 07′ 58,6″ E)
Villers-Plouich a hérité de son histoire la particularité d'être une commune avec un centre et deux hameaux :
- Beaucamp, distant du centre d'1,5 km, et qui compte une vingtaine d'habitations ;
- La Vacquerie, distant de 2,5 km du centre de la commune, et qui compte trente-cinq habitations et dispose d'une église et d'un cimetière.

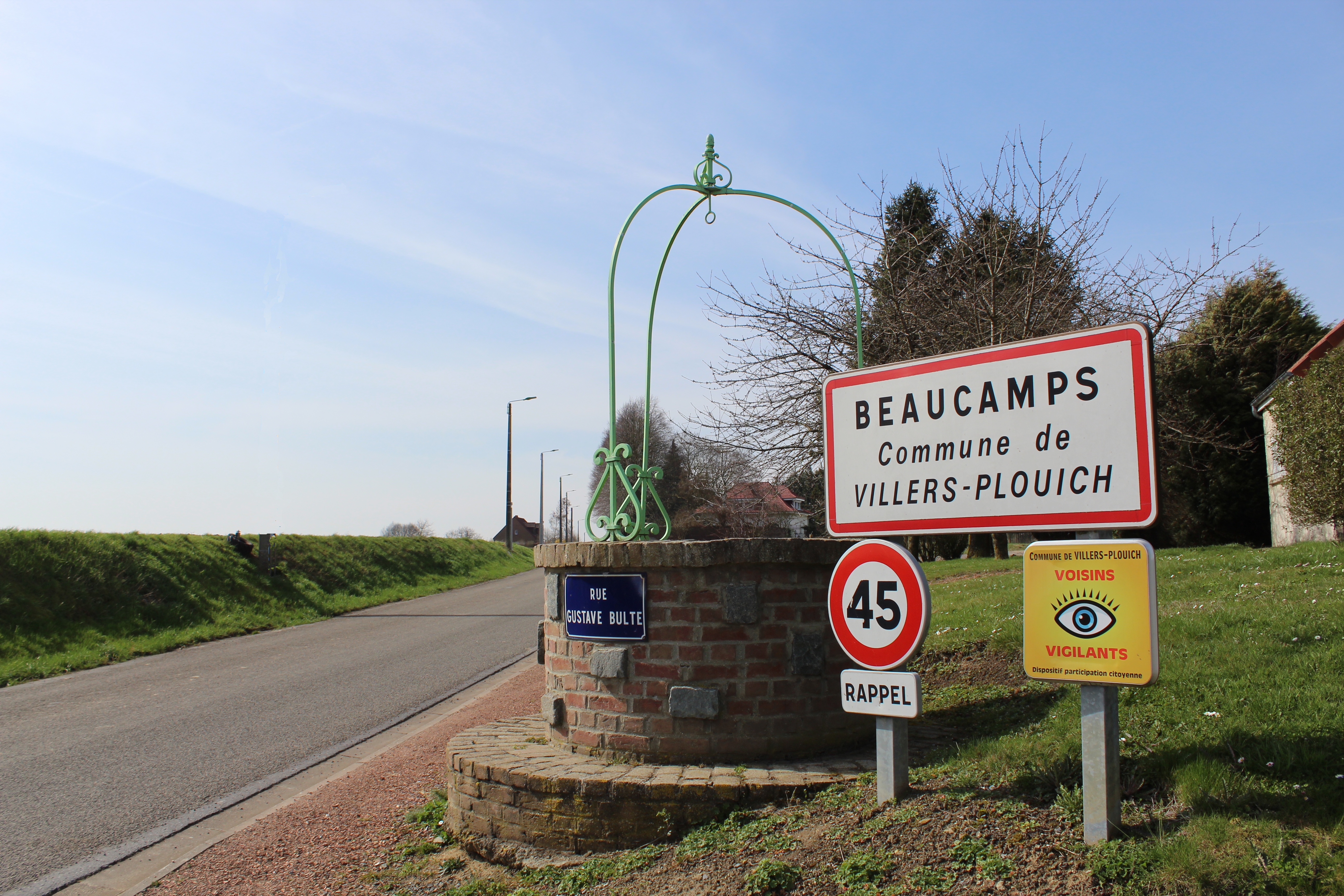
Entrée du hameau.
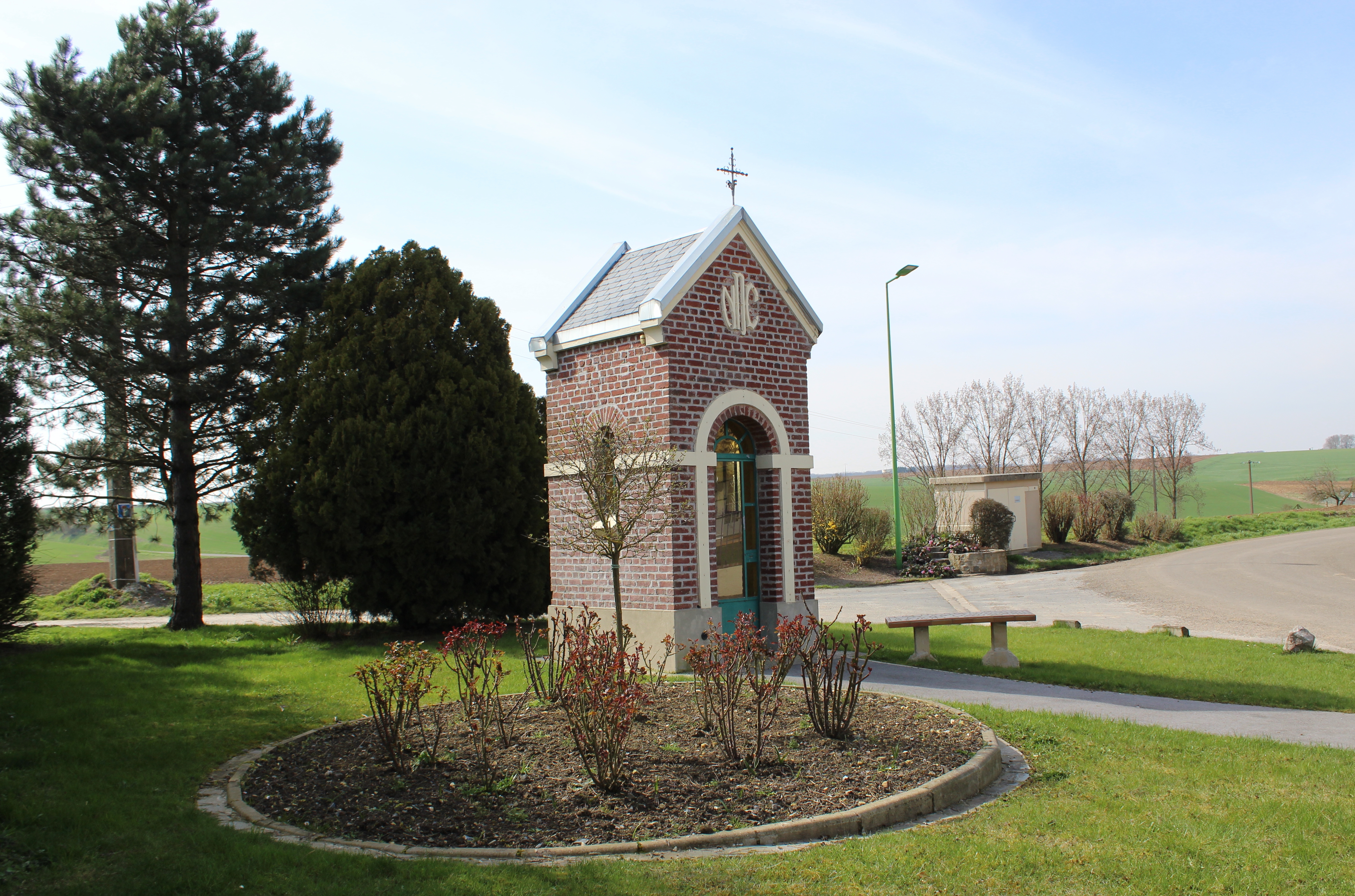
La chapelle Notre-Dame des Champs de Beaucamp.

### Communes limitrophes
| Trescault       | Ribécourt-la-Tour | Marcoing Masnières  |
| Havrincourt     | Villers-Plouich   | Les Rues-des-Vignes |
| Metz-en-Couture | Gouzeaucourt      | Banteux Gonnelieu   |

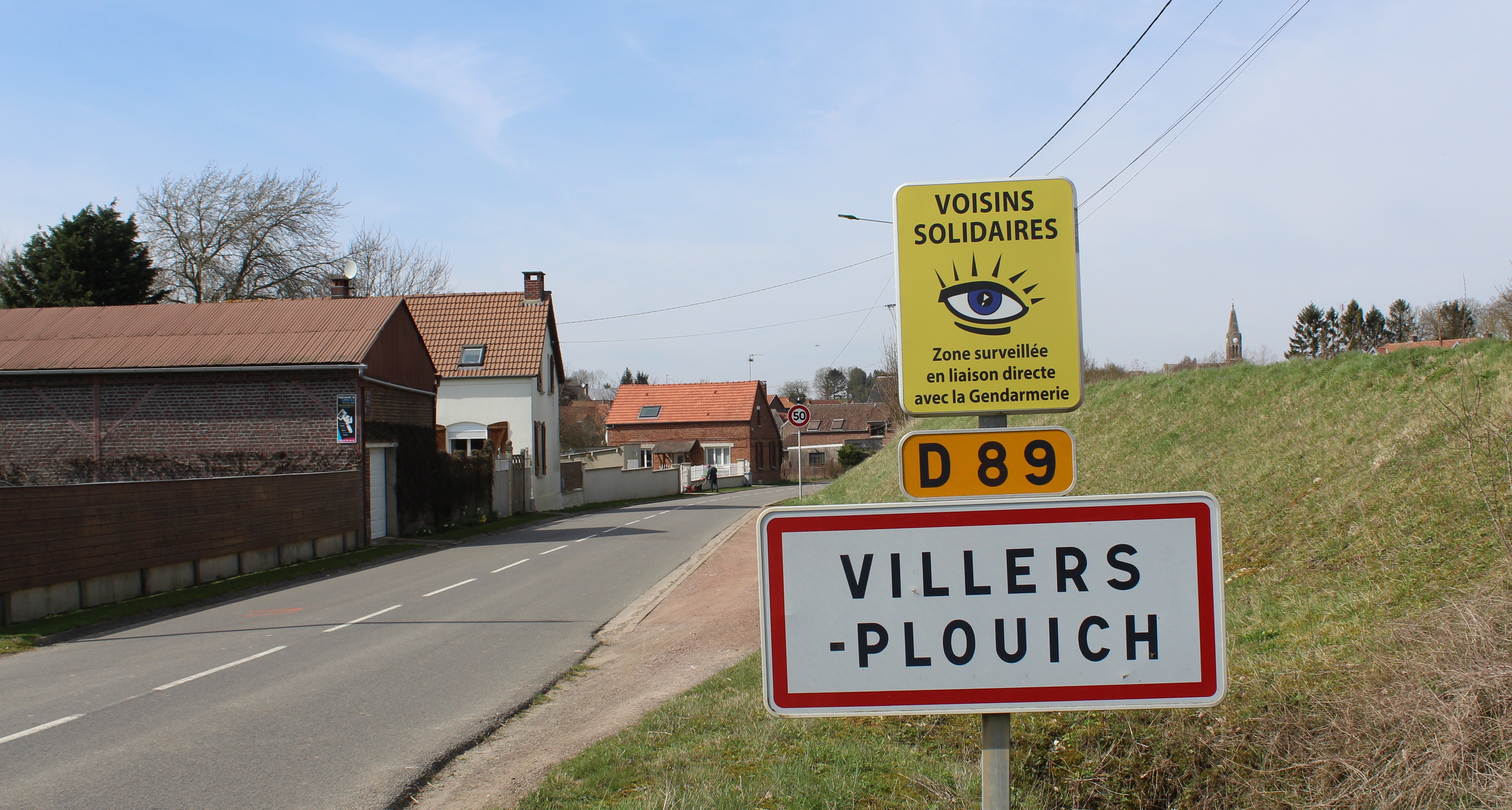
Entrée du bourg.
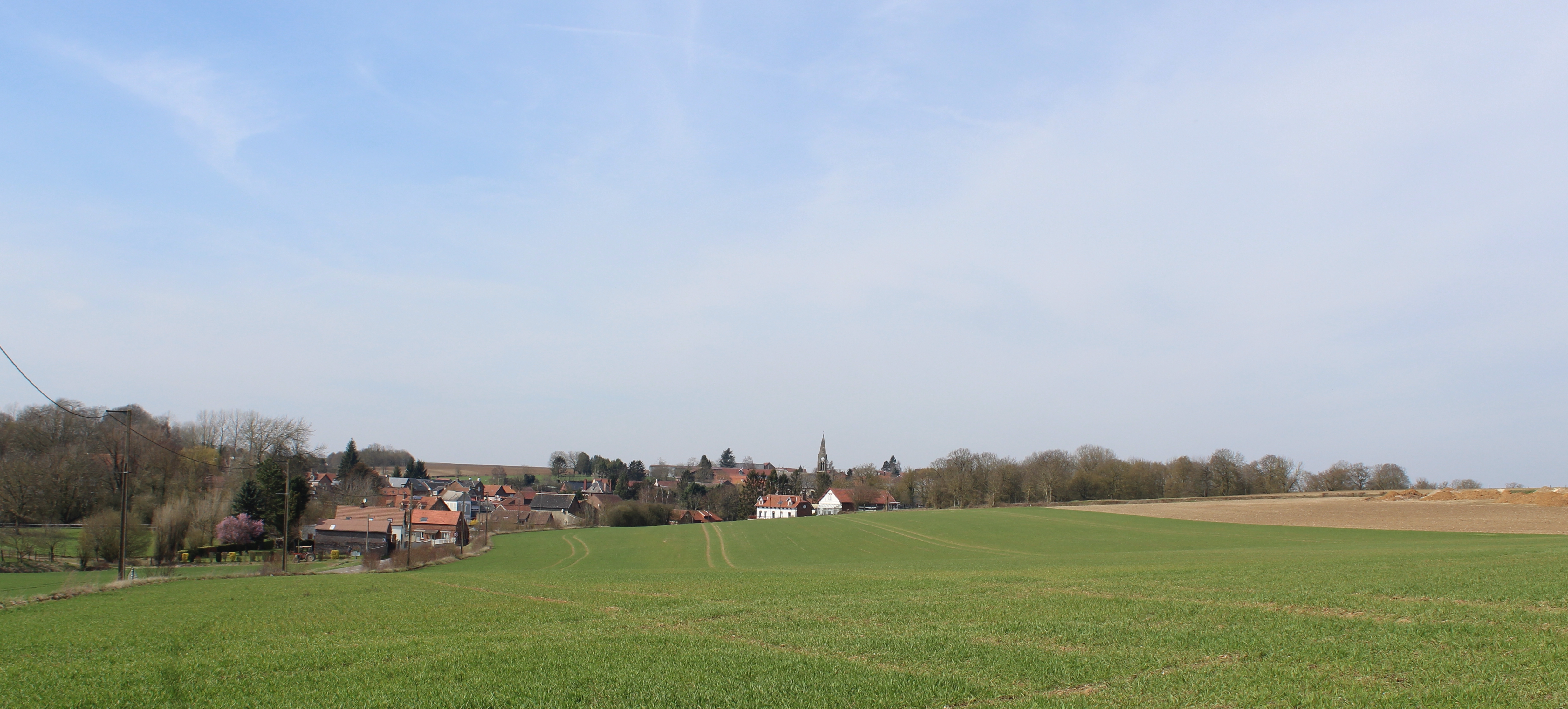
Panorama.

### Hydrographie

#### Réseau hydrographique
La commune est située dans le bassin Artois-Picardie. Elle est drainée par la rivière L'Eauette,.

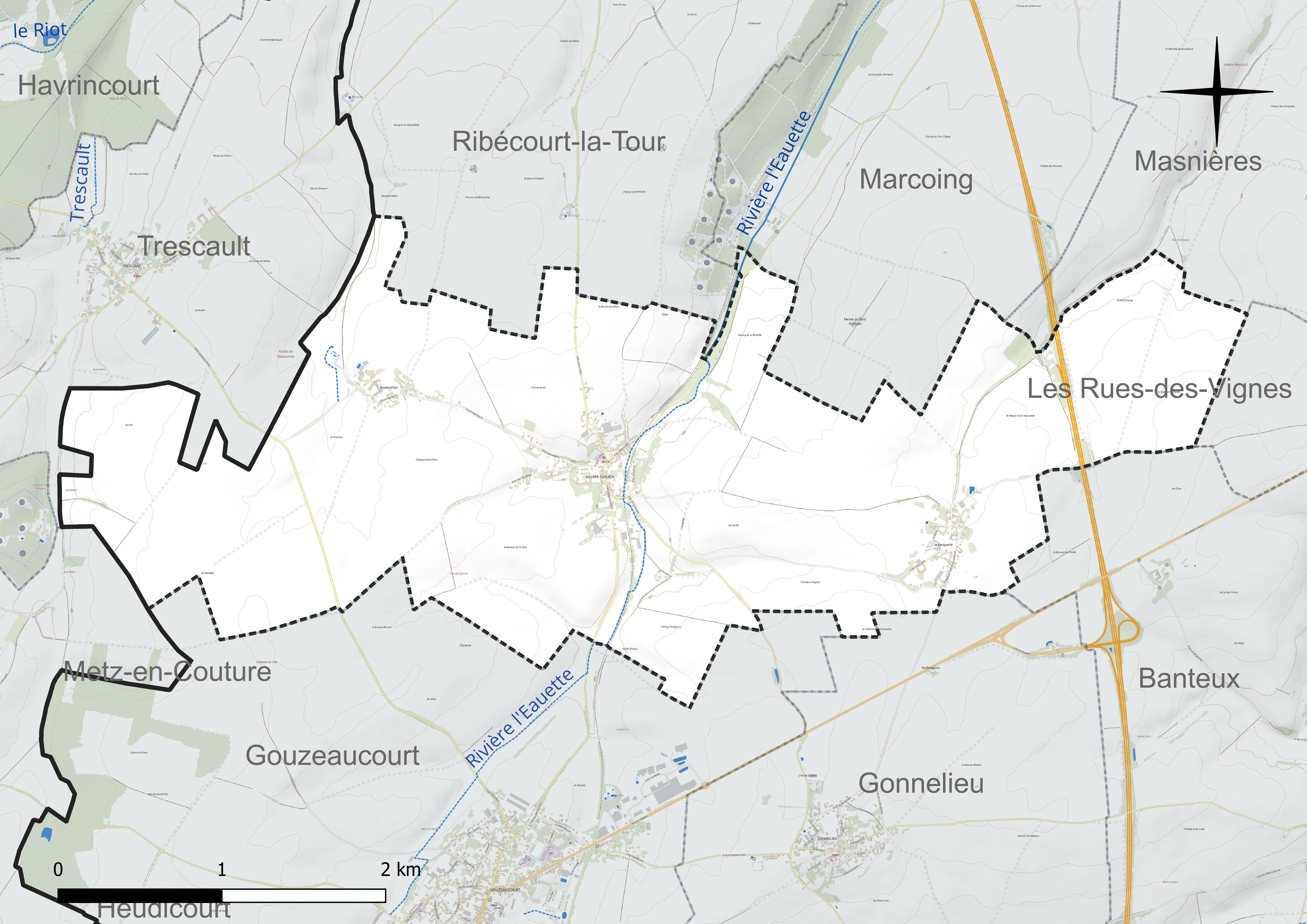
Réseau hydrographique de Villers-Plouich.

#### Gestion et qualité des eaux
Le territoire communal est couvert par le schéma d'aménagement et de gestion des eaux (SAGE) « Escaut ». Ce document de planification concerne un territoire de 2 005 km2 de superficie, délimité par le bassin versant de l'Escaut. Le périmètre a été arrêté le 9 juin 2006 et le SAGE proprement dit a été approuvé le 13 juillet 2021. La structure porteuse de l'élaboration et de la mise en œuvre est le syndicat mixte Escaut et Affluents (SyMEA). 
La qualité des cours d'eau peut être consultée sur un site dédié géré par les agences de l'eau et l'Agence française pour la biodiversité. 

### Climat
Pour des articles plus généraux, voir Climat des Hauts-de-France et Climat du Nord.
En 2010, le climat de la commune est de type climat océanique dégradé des plaines du Centre et du Nord, selon une étude du CNRS s'appuyant sur une série de données couvrant la période 1971-2000. En 2020, Météo-France publie une typologie des climats de la France métropolitaine dans laquelle la commune est exposée à un climat océanique et est dans la région climatique  Nord-est du bassin Parisien, caractérisée par un ensoleillement médiocre, une pluviométrie moyenne régulièrement répartie au cours de l'année et un hiver froid (3 °C).
Pour la période 1971-2000, la température annuelle moyenne est de 10,3 °C, avec une amplitude thermique annuelle de 14,4 °C. Le cumul annuel moyen de précipitations est de 691 mm, avec 11,6 jours de précipitations en janvier et 9,1 jours en juillet. Pour la période 1991-2020, la température moyenne annuelle observée sur la station météorologique la plus proche, située sur la commune de Douai à 33 km à vol d'oiseau, est de 11,0 °C et le cumul annuel moyen de précipitations est de 729,2 mm,. Pour l'avenir, les paramètres climatiques de la commune estimés pour 2050 selon différents scénarios d'émission de gaz à effet de serre sont consultables sur un site dédié publié par Météo-France en novembre 2022.

## Urbanisme

### Typologie
Au 1er janvier 2024, Villers-Plouich est catégorisée commune rurale à habitat dispersé, selon la nouvelle grille communale de densité à sept niveaux définie par l'Insee en 2022.
Elle est située hors unité urbaine. Par ailleurs la commune fait partie de l'aire d'attraction de Cambrai, dont elle est une commune de la couronne,. Cette aire, qui regroupe 64 communes, est catégorisée dans les aires de 50 000 à moins de 200 000 habitants,.

### Occupation des sols
L'occupation des sols de la commune, telle qu'elle ressort de la base de données européenne d'occupation biophysique des sols Corine Land Cover (CLC), est marquée par l'importance des territoires agricoles (97 % en 2018), une proportion identique à celle de 1990 (97 %). La répartition détaillée en 2018 est la suivante : 
terres arables (94,7 %), zones urbanisées (2,9 %), zones agricoles hétérogènes (2,2 %), forêts (0,2 %). L'évolution de l'occupation des sols de la commune et de ses infrastructures peut être observée sur les différentes représentations cartographiques du territoire : la carte de Cassini (XVIIIe siècle), la carte d'état-major (1820-1866) et les cartes ou photos aériennes de l'IGN pour la période actuelle (1950 à aujourd'hui).

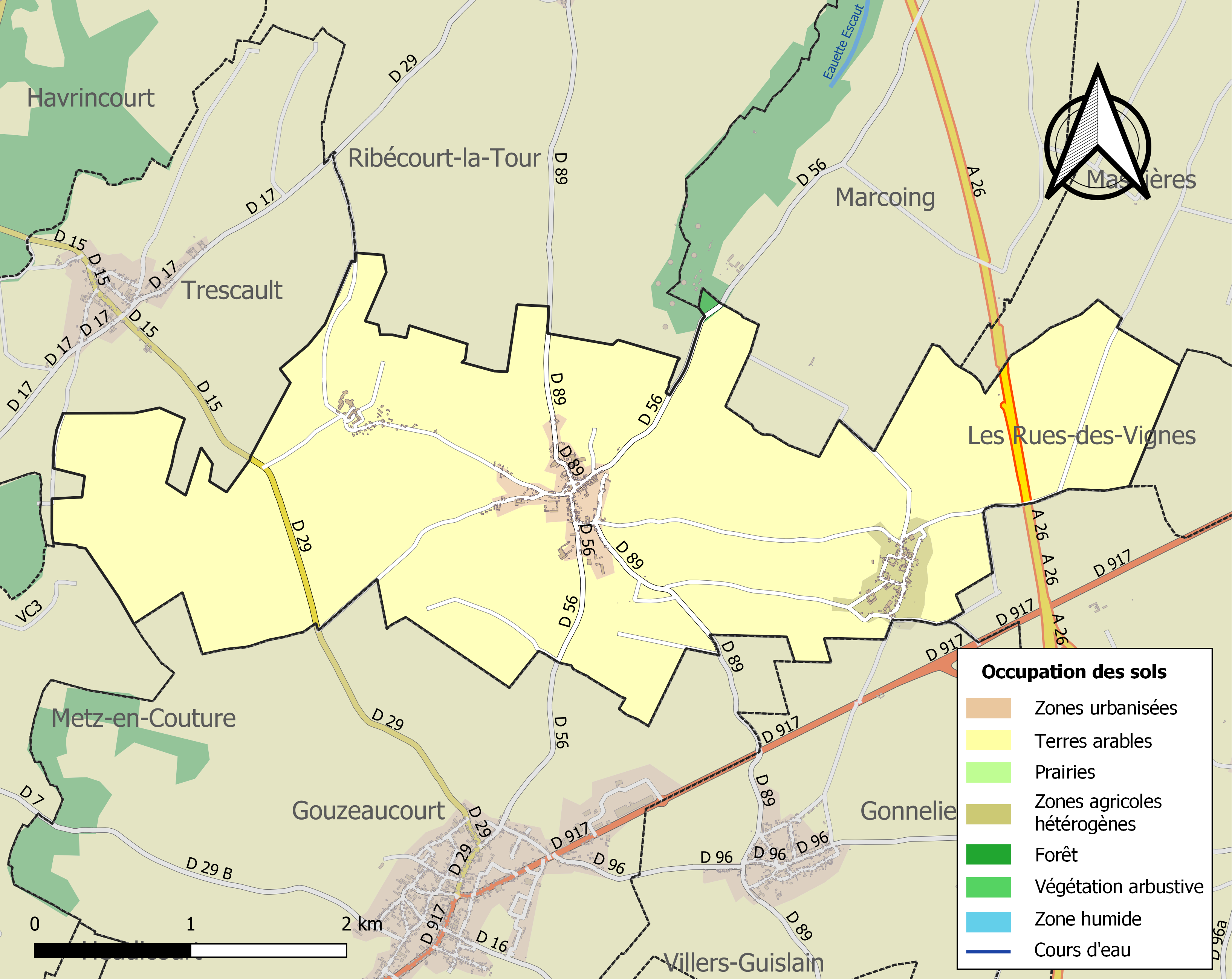
Carte des infrastructures et de l'occupation des sols de la commune en 2018 (CLC).

### Voies de communication et transports
La commune est desservie par le réseau de transports urbains de la Communauté d'agglomération de Cambrai appelé TUC (Transports Urbains du Cambrésis), par la ligne 14,. La ligne S120 permet de rejoindre le collège de secteur à Gouzeaucourt.

## Toponymie
En 1096 et en 1101, nous trouvons cité le nom de Altare sancti quintini de villeri (Villers-Plouich), ce village étant situé sur la chaussée romaine de Cambrai à Fins (actuellement départementale 80) près de Combles. En 1164 on trouve Villarium, en 1233 Villare le Ploych, en 1240 El Ploich, en 1261 Vilers le Ploich et Villare le Ploich en 1349,.
Selon les sources ces noms s'interprêtent comme : « village de branches entrelacées », ou « village, exploitation agricole » (du mot ploue) ou encore « métairie d'une terre labourée », du bas-latin plogetum, « terre labourable », ou ploum, « charrue à deux roues ».

### Toponymie des deux hameaux
La toponymie des hameaux du village a aussi évolué au fil du temps, ainsi Beaucamps est devenu en 1134 Belcamp puis Belcampo en 1139. Il y avait à cette époque une curte à Beaucamp, une curte étant une partie de la population religieuse placée dans une exploitation agricole. À sa tête se trouvait généralement un magister qui était le chef d'une curte ; il y en avait un en 1188. Dans le passé, il existait de vastes souterrains avec 44 grandes chambres et 52 petites chambres.
Beaucamp s'était appelé successivement :
- en 1175 : Baencamp
- en 1196 : Baiencamp
- en 1220 : Beaucamps

Toponymie du hameau de la Vacquerie.

Le hameau de la Vacquerie s'était successivement appelé :
- en 1189 : Menus de Vaccaria[19]
- en 1209 : De le Wacquerie
- en 1210 : Menus quod dicitus vaccaria

## Histoire

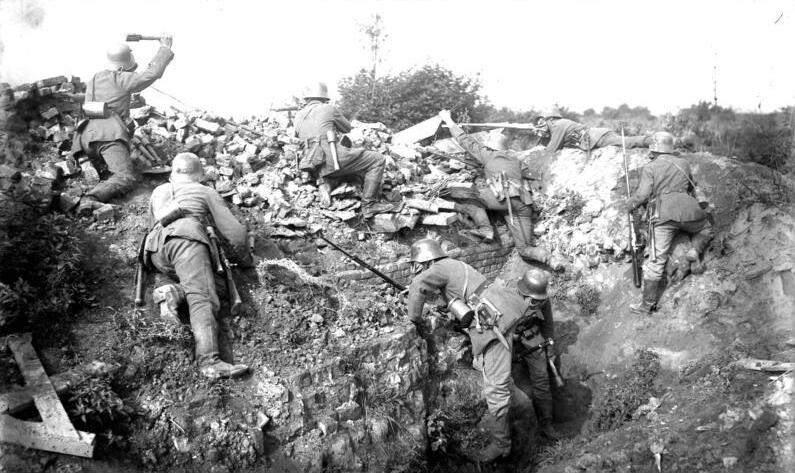
Selon la légende de cette photo d'archive allemande, ces soldats de l'infanterie allemande (« Sturmtrupp » ; équipés de masque à gaz et de grenades) se battent avec des Anglais, au lieu-dit « La Vacquerie »

La commune et notamment le hameau de la Vacquerie ont été le théâtre de violents combats lors de la Première Guerre mondiale, notamment durant la bataille de Cambrai.
L'unité des 8 silos  enterrés[Quoi ?] pour réserves de carburant OTAN existe à proximité de la ville (50° 05′ 29,5″ N, 3° 08′ 37″ E)
Le soir du 11 septembre 2008 un important orage provoque des inondations à Villers-Plouich et dans les communes environnantes. Un décès est constaté sur la commune. Le relief vallonné du village a accentué les dégâts. Le hameau de la Vacquerie n'a pas été touché, se trouvant sur un point haut.

## Politique et administration
Maire de 1802 à 1807 : L. A. Farez,.
Jean Leterme, agriculteur, a été président de l'union syndicale agricole du Cambrésis de 1973 à 1984. Raymond Machut a été président de la Communauté de communes de la Vacquerie de 2001 à 2008.
| Identité                                            | Période     | Période   | Durée                     | Étiquette        |
| Identité                                            | Début       | Fin       | Durée                     | Étiquette        |
| --------------------------------------------------- | ----------- | --------- | ------------------------- | ---------------- |
| Jean Leterme (d), (11 décembre 1935 - 30 mars 2015) | mars 1983   | juin 1995 | 12 ans et 3 mois          | Parti socialiste |
| Raymond Machut (d), (né le 22 juillet 1948)         | juin 1995   | mai 2020  | 24 ans et 11 mois         | Parti socialiste |
| Pascal Bruniaux (d) (né le 4 juillet 1956)          | 27 mai 2020 | En cours  | 5 ans, 2 mois et 18 jours |                  |

## Population et société

### Démographie

#### Évolution démographique
L'évolution du nombre d'habitants est connue à travers les recensements de la population effectués dans la commune depuis 1793. Pour les communes de moins de 10 000 habitants, une enquête de recensement portant sur toute la population est réalisée tous les cinq ans, les populations de référence des années intermédiaires étant quant à elles estimées par interpolation ou extrapolation. Pour la commune, le premier recensement exhaustif entrant dans le cadre du nouveau dispositif a été réalisé en 2008.

En 2022, la commune comptait 389 habitants, en évolution de −4,89 % par rapport à 2016 (Nord : +0,51 %, France hors Mayotte : +2,11 %).
| 1793 | 1800 | 1806 | 1821 | 1831 | 1836 | 1841 | 1846  | 1851  |
| ---- | ---- | ---- | ---- | ---- | ---- | ---- | ----- | ----- |
| 569  | 593  | 629  | 861  | 853  | 886  | 959  | 1 006 | 1 012 |

| 1856  | 1861 | 1866 | 1872 | 1876  | 1881 | 1886 | 1891 | 1896 |
| ----- | ---- | ---- | ---- | ----- | ---- | ---- | ---- | ---- |
| 1 001 | 942  | 926  | 976  | 1 004 | 980  | 932  | 894  | 844  |

| 1901 | 1906 | 1911 | 1921 | 1926 | 1931 | 1936 | 1946 | 1954 |
| ---- | ---- | ---- | ---- | ---- | ---- | ---- | ---- | ---- |
| 782  | 739  | 673  | 504  | 525  | 503  | 479  | 480  | 426  |

| 1962 | 1968 | 1975 | 1982 | 1990 | 1999 | 2006 | 2008 | 2013 |
| ---- | ---- | ---- | ---- | ---- | ---- | ---- | ---- | ---- |
| 438  | 463  | 415  | 397  | 420  | 398  | 397  | 397  | 420  |

| 2018 | 2022 | - | - | - | - | - | - | - |
| ---- | ---- | - | - | - | - | - | - | - |
| 398  | 389  | - | - | - | - | - | - | - |

#### Pyramide des âges
La population de la commune est relativement jeune.
En 2018, le taux de personnes d'un âge inférieur à 30 ans s'élève à 36,2 %, soit en dessous de la moyenne départementale (39,5 %). À l'inverse, le taux de personnes d'âge supérieur à 60 ans est de 22,3 % la même année, alors qu'il est de 22,5 % au niveau départemental.
En 2018, la commune comptait 210 hommes pour 188 femmes, soit un taux de 52,76 % d'hommes, largement supérieur au taux départemental (48,23 %).
Les pyramides des âges de la commune et du département s'établissent comme suit.
| Hommes | Classe d’âge | Femmes |
| ------ | ------------ | ------ |
| 0,0    | 90 ou +      | 1,1    |
| 7,1    | 75-89 ans    | 6,9    |
| 13,8   | 60-74 ans    | 16,0   |
| 22,9   | 45-59 ans    | 22,9   |
| 18,1   | 30-44 ans    | 19,1   |
| 16,7   | 15-29 ans    | 13,8   |
| 21,4   | 0-14 ans     | 20,2   |

| Hommes | Classe d’âge | Femmes |
| ------ | ------------ | ------ |
| 0,5    | 90 ou +      | 1,4    |
| 5,3    | 75-89 ans    | 8,1    |
| 14,8   | 60-74 ans    | 16,2   |
| 19,1   | 45-59 ans    | 18,4   |
| 19,5   | 30-44 ans    | 18,7   |
| 20,7   | 15-29 ans    | 19,1   |
| 20,2   | 0-14 ans     | 18     |

## Culture locale et patrimoine

### Lieux et monuments
Églises Saint-Quentin et Saint-Joseph

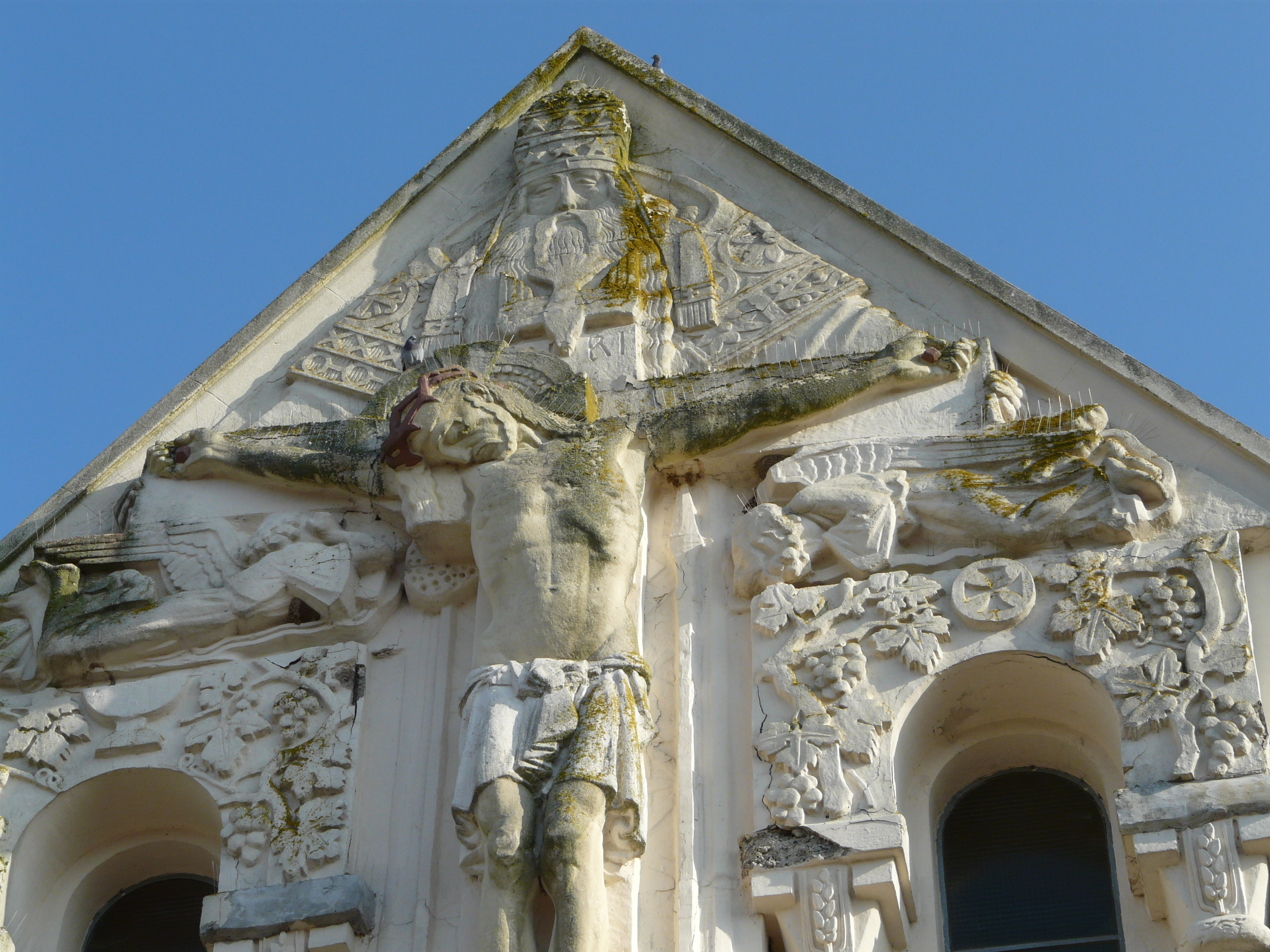
Le calvaire de la façade de l'église Saint-Quentin.

- L'église Saint-Quentin fut réalisée par Pierre Leprince-Ringuet entre les années 1924 et 1930. S'y retrouvent les caractéristiques stylistiques du grand architecte.
- Au hameau de la Vacquerie, l'église Saint-Joseph date aussi de la reconstruction consécutive à la Grande Guerre. Elle fut aussi l'œuvre de Pierre Leprince-Ringuet, ingénieur centralien et architecte grand prix de Rome.
- Les deux cimetières militaires britanniques de la Première Guerre mondiale: Fifteen Ravine Cemetery et Sunken Road Cemetery Villers-Plouich.

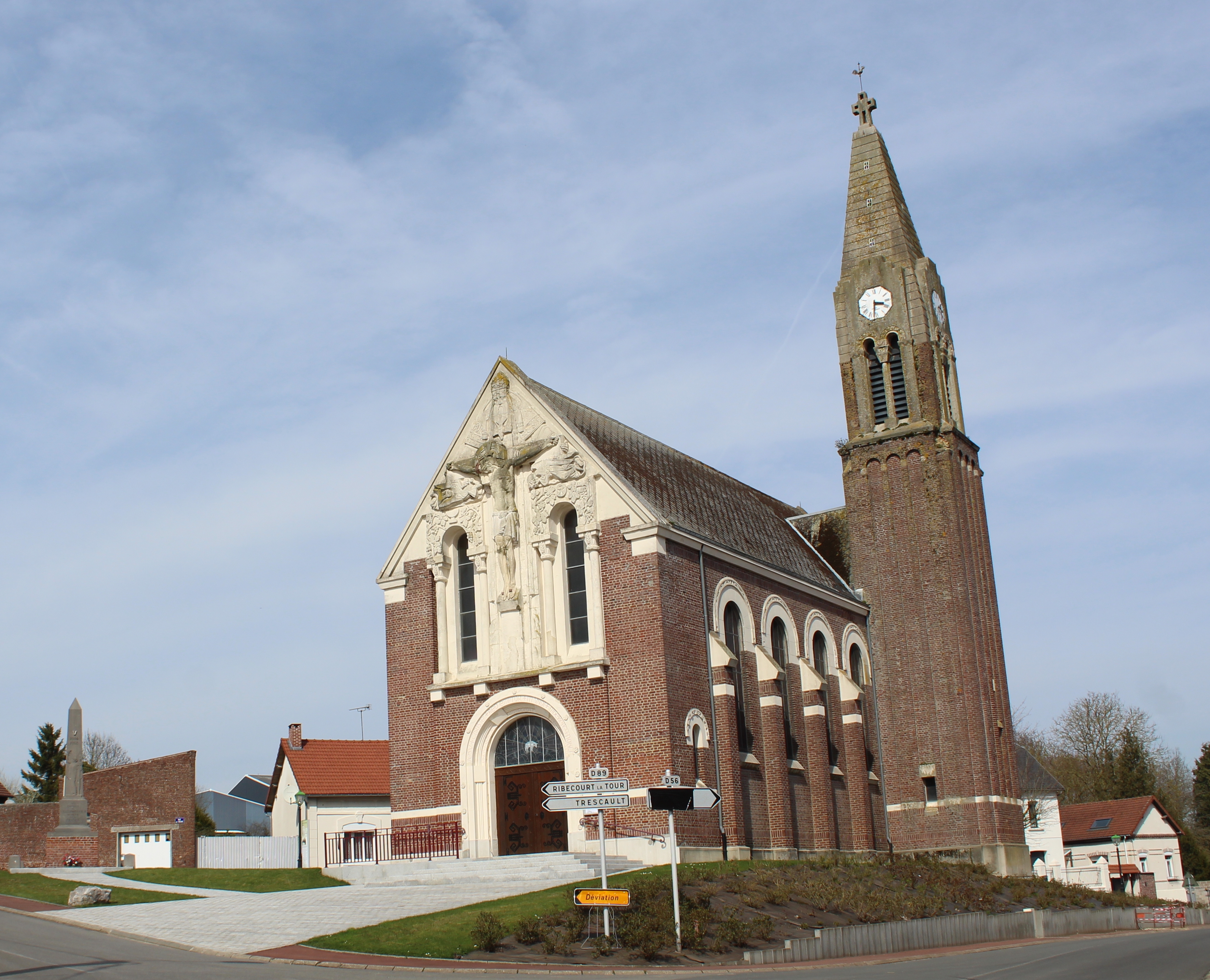
L'église Saint-Quentin.
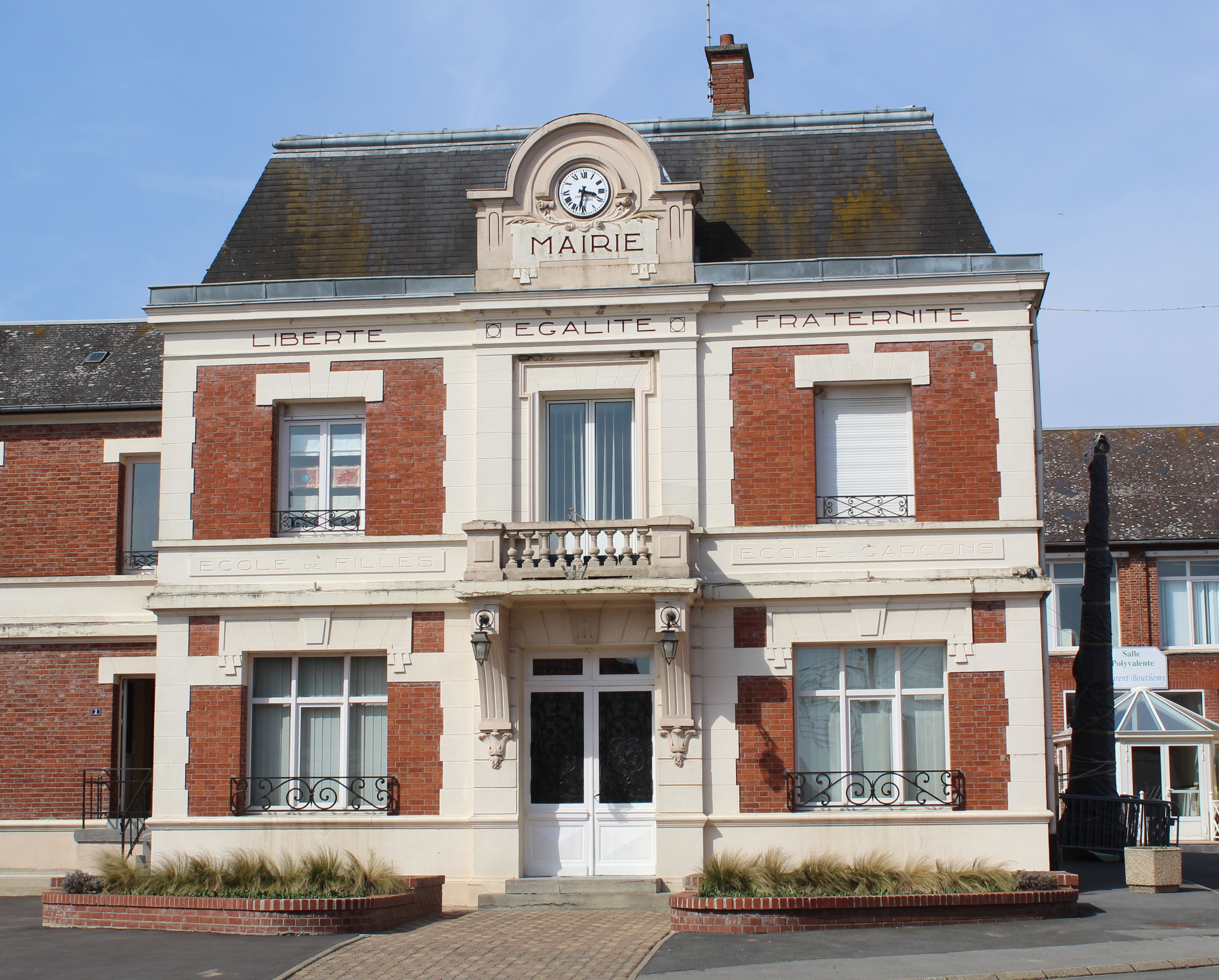
La mairie.
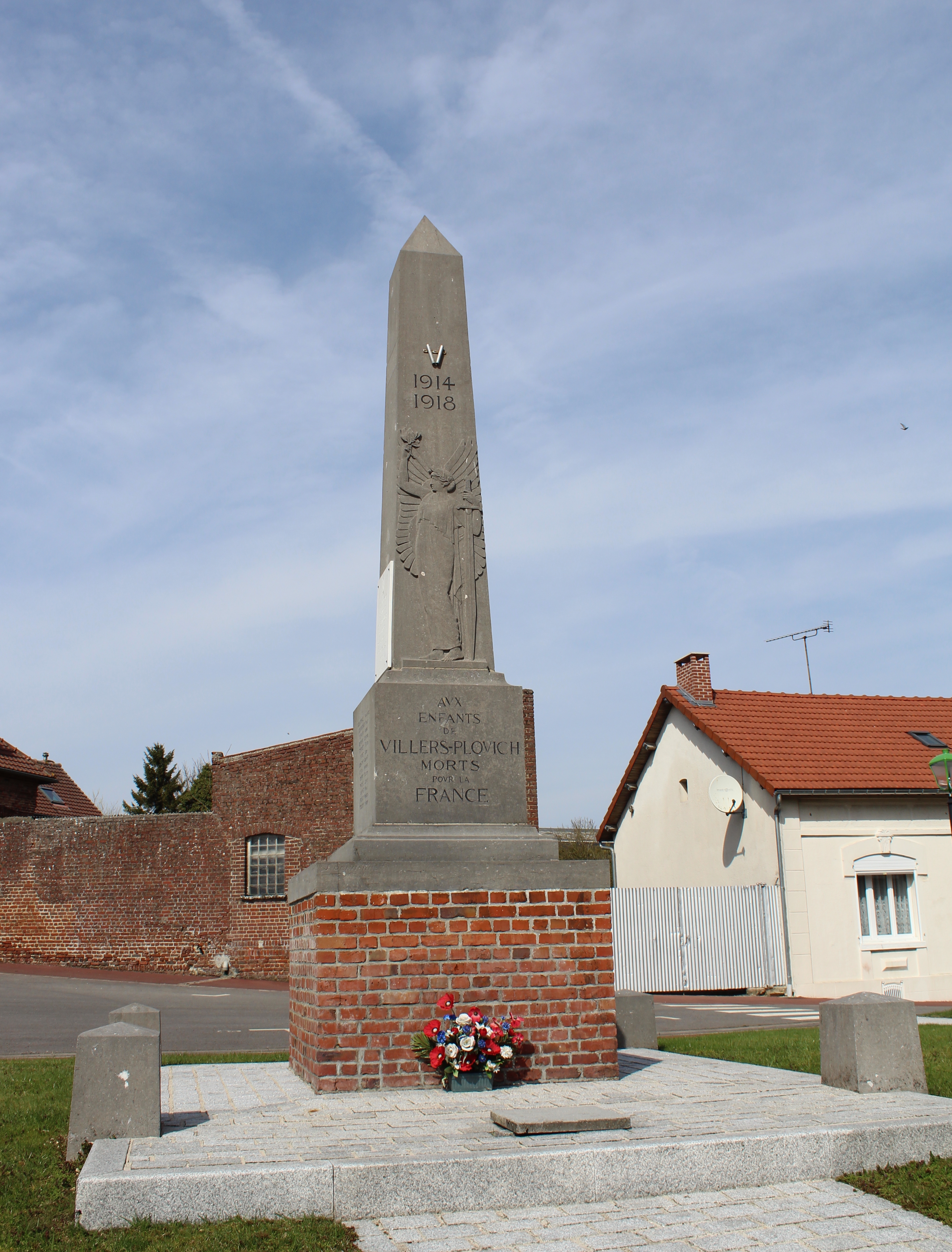
Le monument aux Morts.
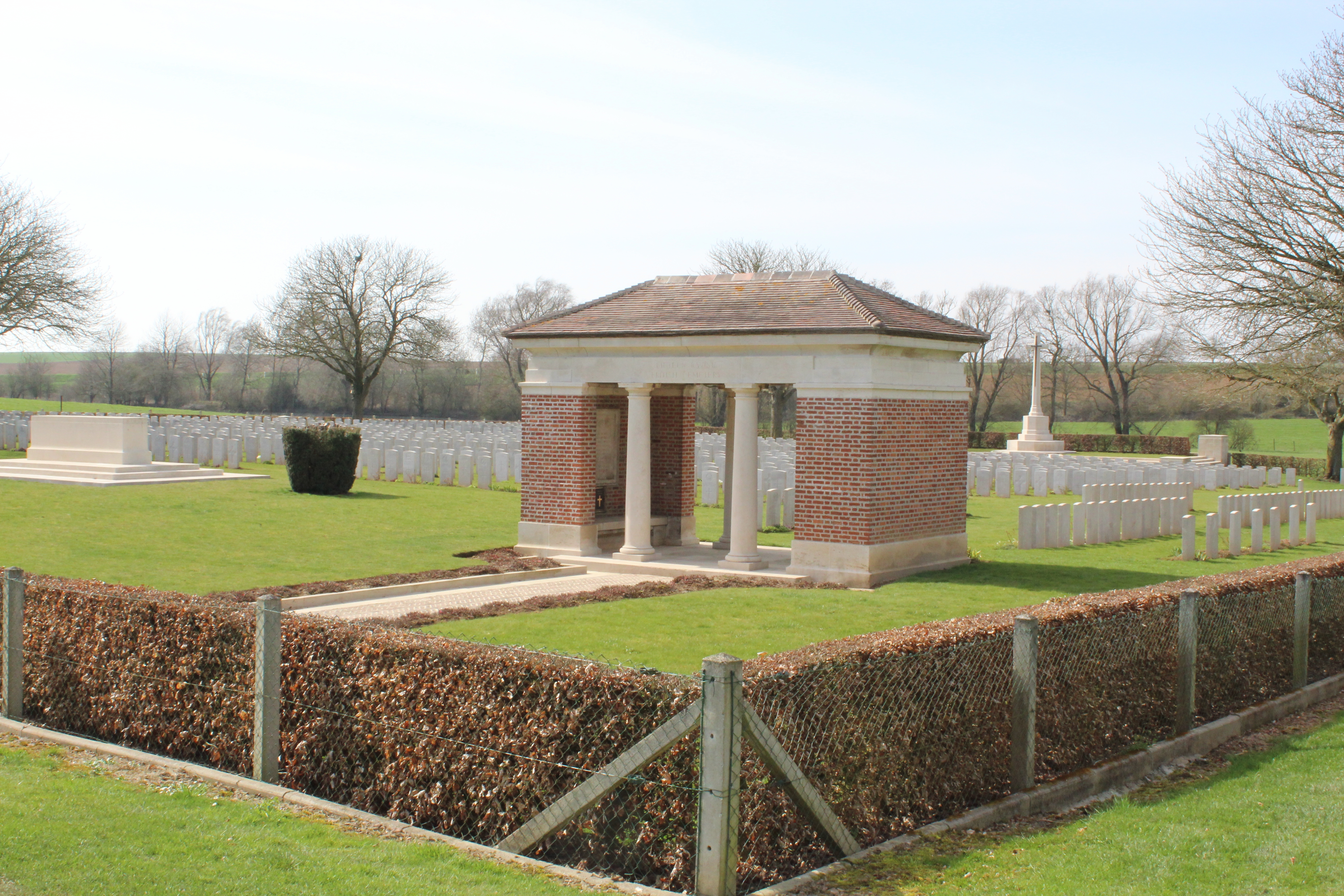
Le cimetière militaire Fifteen Ravine.
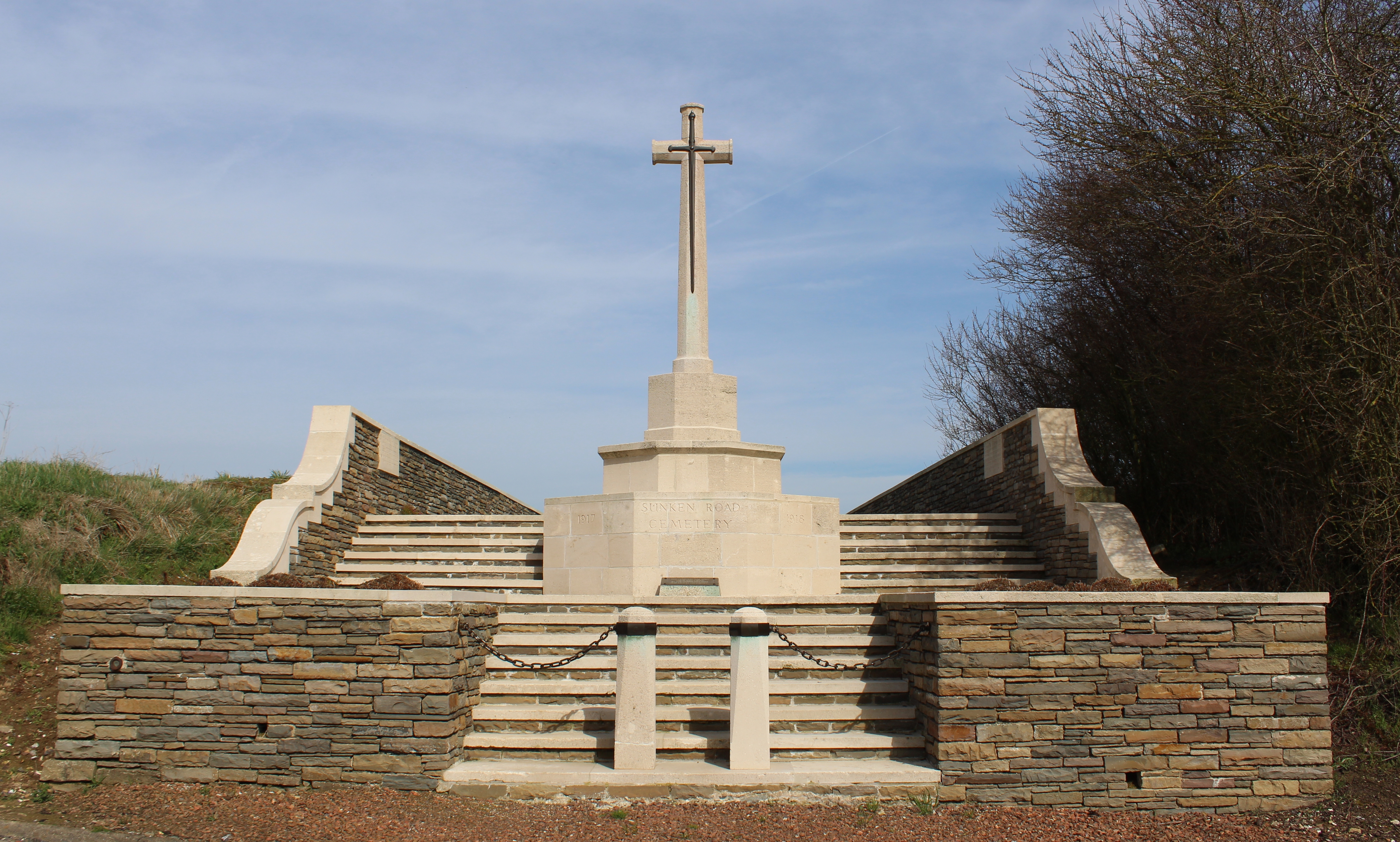
Le cimetière militaire Sunken Road sur la route de Beaucamp.

- La chapelle Notre-Dame-des-Champs[40] et, dans le hameau de La Vacquerie, la chapelle Notre-Dame-des-Sept-Douleurs.

### Héraldique
| Armes de Villers-Plouich | Les armes de la commune de Villers-Plouich se blasonnent ainsi : D'hermine au chef de sable. |

## Jumelages
- Wandsworth (Royaume-Uni)[42]